# Perusia complicata
Perusia complicata är en fjärilsart som beskrevs av W. Warren 1904. Perusia complicata ingår i släktet Perusia och familjen mätare. Inga underarter finns listade i Catalogue of Life.